# 納帕季夫卡 (利波韋茨區)
49°16′16″N 29°7′32″E / 49.27111°N 29.12556°E

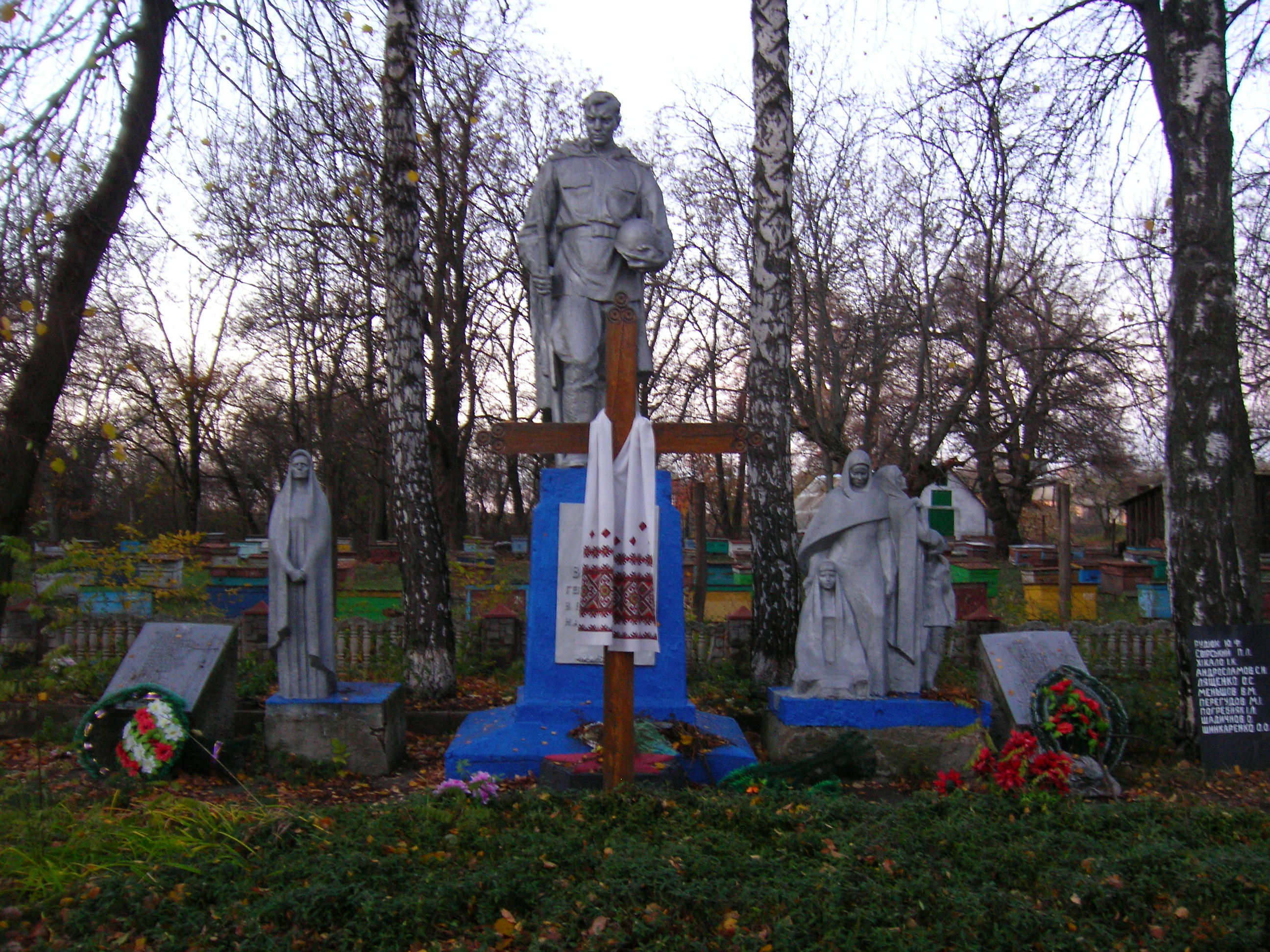
纳帕季夫卡

納帕季夫卡（烏克蘭語：Нападівка），是烏克蘭的村落，位於該國西南部文尼察州，由文尼察區負責管轄，始建於1700年，面積4.41平方公里，海拔高度242米，2001年人口772。